# 延命寺 (足立区)
延命寺（えんめいじ）は、東京都足立区にある真言宗豊山派の寺院。新四国四箇領八十八箇所霊場第85番札所。

## 歴史
1309年（延慶2年）、法印宥慶によって開山された。江戸時代初期の創建とも伝えられているが、1977年（昭和52年）、当寺所蔵の聖徳太子像の調査により、延慶創建説が裏付けられた。

## 山門
当寺には「薬医門」形式の山門がある。この門は元々新潟県佐渡郡新穂村（現・佐渡市）の円通寺の山門として建てられていたが、1976年（昭和51年）に当寺に移築したものである。精巧な装飾彫刻が特徴で、特に迦陵頻伽の彫刻は関東地方では珍しいという。

## 交通アクセス
- 竹ノ塚駅より徒歩8分（経路案内）。